# Associazione Calcio Bolzano 1979-1980
Questa voce raccoglie le informazioni riguardanti l'Associazione Calcio Bolzano nelle competizioni ufficiali della stagione 1979-1980.

## Rosa
| N. |                   | Ruolo | Calciatore             |
| -- | ----------------- | ----- | ---------------------- |
|    | Italia (bandiera) | C     | Franz Benin            |
|    | Italia (bandiera) | A     | Massimo Bertinato      |
|    | Italia (bandiera) | D     | Fabrizio Broggio       |
|    | Italia (bandiera) | C     | Arduino Busnardo       |
|    | Italia (bandiera) | P     | Giorgio Caliari        |
|    | Italia (bandiera) | D     | Albano Canazza         |
|    | Italia (bandiera) | C     | Giovanni Cinquetti     |
|    | Italia (bandiera) | D     | Giuseppe Della Giacoma |
|    | Italia (bandiera) |       | De Nadai               |
|    | Italia (bandiera) | P     | Mauro Dondi            |
|    | Italia (bandiera) | C     | Eros Franceschin       |
|    | Italia (bandiera) | C     | Domencio Girelli       |

| N. |                   | Ruolo | Calciatore           |
| -- | ----------------- | ----- | -------------------- |
|    | Italia (bandiera) | D     | Fausto Grandi        |
|    | Italia (bandiera) |       | Innocente            |
|    | Italia (bandiera) | D     | Daniele Merlin       |
|    | Italia (bandiera) | C     | Maurizo Odorizzi     |
|    | Italia (bandiera) | A     | Gianni Palma         |
|    | Italia (bandiera) |       | Passone              |
|    | Italia (bandiera) | C     | Roberto Perissinotto |
|    | Italia (bandiera) | A     | Vanni Rossi          |
|    | Italia (bandiera) | C     | Benedetto Ventura    |
|    | Italia (bandiera) | D     | Marco Visentin       |
|    | Italia (bandiera) | C     | Loris Zanetti        |
|    | Italia (bandiera) | C     | Silvio Zanon         |

## Risultati

### Campionato

#### Girone di andata
| 30 settembre 1979 1ª giornata | Bolzano | 1 – 1 | Carpi |  |

| 7 ottobre 1979 2ª giornata | Adriese | 2 – 0 | Bolzano |  |

| 14 ottobre 1979 3ª giornata | Bolzano | 2 – 1 | Conegliano |  |

| 21 ottobre 1979 4ª giornata | Padova | 3 – 0 | Bolzano |  |

| 28 ottobre 1979 5ª giornata | Bolzano | 2 – 3 | Pro Patria |  |

| 4 novembre 1979 6ª giornata | Fanfulla | 2 – 0 | Bolzano |  |

| 11 novembre 1979 7ª giornata | Bolzano | 1 – 1 | Trento |  |

| 18 novembre 1979 8ª giornata | Monselice | 4 – 1 | Bolzano |  |

| 25 novembre 1979 9ª giornata | Bolzano | 0 – 2 | Mestrina |  |

| 2 dicembre 1979 10ª giornata | Arona | 0 – 0 | Bolzano |  |

| 9 dicembre 1979 11ª giornata | Venezia | 0 – 1 | Bolzano |  |

| 16 dicembre 1979 12ª giornata | Bolzano | 1 – 2 | Seregno |  |

| 30 dicembre 1979 13ª giornata | Pordenone | 1 – 0 | Bolzano |  |

| 6 gennaio 1980 14ª giornata | Bolzano | 0 – 0 | Rhodense |  |

| 13 gennaio 1980 15ª giornata | Bolzano | 2 – 2 | Modena |  |

| 20 gennaio 1980 16ª giornata | Legnano | 2 – 0 | Bolzano |  |

| 27 gennaio 1980 17ª giornata | Bolzano | 1 – 0 | Aurora Desio |  |

#### Girone di ritorno
| 3 febbraio 1980 18ª giornata | Carpi | 1 – 0 | Bolzano |  |

| 10 febbraio 1980 19ª giornata | Bolzano | 2 – 1 | Adriese |  |

| 17 febbraio 1980 20ª giornata | Conegliano | 5 – 0 | Bolzano |  |

| 24 febbraio 1980 21ª giornata | Bolzano | 0 – 1 | Padova |  |

| 2 marzo 1980 22ª giornata | Pro Patria | 3 – 0 | Bolzano |  |

| 9 marzo 1980 23ª giornata | Bolzano | 2 – 0 | Fanfulla |  |

| 16 marzo 1980 24ª giornata | Trento | 3 – 0 | Bolzano |  |

| 23 marzo 1980 25ª giornata | Bolzano | 1 – 0 | Monselice |  |

| 30 marzo 1980 26ª giornata | Mestrina | 3 – 0 | Bolzano |  |

| 13 aprile 1980 27ª giornata | Bolzano | 1 – 2 | Arona |  |

| 20 aprile 1980 28ª giornata | Bolzano | 1 – 0 | Venezia |  |

| 27 aprile 1980 29ª giornata | Seregno | 0 – 0 | Bolzano |  |

| 11 maggio 1980 30ª giornata | Bolzano | 1 – 1 | Pordenone |  |

| 18 maggio 1980 31ª giornata | Rhodense | 0 – 0 | Bolzano |  |

| 25 maggio 1980 32ª giornata | Modena | 3 – 0 | Bolzano |  |

| 1º giugno 1980 33ª giornata | Bolzano | 0 – 0 | Legnano |  |

| 8 giugno 1980 34ª giornata | Aurora Desio | 1 – 1 | Bolzano |  |